# ざっちゃん
『ざっちゃん』は、くろがねぎんによる日本の4コマ漫画作品。『まんが4コマKINGSぱれっと』（一迅社）誌上で連載されていた。

## 概要
座敷童子と疫病神の勝負を中心に、様々な妖怪たちと人間たちが織りなすコメディ4コマ。『まんが4コマKINGSぱれっと』にて、VOL.2より連載開始。連載当初は隔月の掲載であったが、2008年11月号より毎月の掲載となり、2011年1月号まで連載された。単行本は全3巻。『まんが4コマKINGSぱれっと』という萌え雑誌に掲載された作品ながら、萌えよりも笑いに主軸を置いた珍しい作品。

## 登場人物

### 妖怪
ざっちゃん
座敷童子の見習い。一人前の座敷童子になるため家を出て50年経つ。
妖怪学校の福の神科の卒業試験、「100件に幸福をもたらす」を99件までクリアし、最後の1件としてさっちゃんの家を選ぶ。
実は異例のスピードで課題をクリアしており、「狂星七番勝負」においても最初はオッズが8：2と優勢だったが初戦で敗北したためそれ以後オッズが変わった。
ライバルの筈の疫病神とは勝負以外の時は仲良く遊んでいる。
二番勝負勝利特典で1日300メートルの制限付きだが応用することで、脚力を強化することも可能な「韋駄天の術」を獲得する。
四番勝負勝利特典では低級だが妖のため、本人の妖力を消費しない「小袖の手」を獲得するも、当初は主として認められていなかった。後に交渉の末、従わせることに成功した。
実は七福神の一人、弁財天の妹。
疫病神
貧乏神の見習い。
妖怪学校の貧乏神科の卒業試験、「100件に不幸をもたらす」を99件までクリアし、最後の1件としてざっちゃんが訪れるより前にさっちゃんの家を選既に住み着いていた。
ざっちゃんの一族とは因縁があり、互いに首席をかけて「狂星七番勝負」に挑むことになる。
初戦の勝利で「変化の術」を獲得し、西の大魔王・新野悪五郎の元で修業をする。
六番勝負勝利特典では瞬間的にパワーを3倍にする「金剛力の術」を獲得した。
玉藻
白面金毛九尾の狐。妖怪の里の長老。
疫病神のサポーターではあるが、生粋のギャンブラーのため結果の分かっているギャンブルには興味が無く、ざっちゃんに手を貸すことも多々ある。
酒豪で、さっちゃんの家に現れる際には酒棚を空にしていく。
尻尾を分けて、小さな分身を作ることが出来る。
戦闘力はぬらりひょんの3倍もある程の大妖怪。
最強かと思われたが、母の天狐にだけは勝てない。
最終的にはぬらりひょんに代わり校長の座と「狂星七番勝負」を取り仕切ることになる。
ぬらりひょん
妖怪学校の校長。
当初は里で一番尊敬を集める設定だった。
「狂星七番勝負」の審判を務めるが、疫病神に賭けているため公平なジャッジとはほど遠い。
そのため次第に信頼を失い、ついには勝負から締め出され、校長の座も玉藻に奪われてしまった。
無職となった後は、七福神に挑戦するらしい。

### 人間
さっちゃん
本名は「タカサキ サオリ」。通称「さっちゃん」。中学3年生。
ヒロインでありながら影が薄く、ついにはキャラクター紹介で名前を「タカサキ シオリ」と表記ミスされるが結果として、それがネタになりキャラが立った。
お金持ちの家で、両親は7年に一度、夏に1週間だけ帰ってくる。
そのため両親の愛情に飢えており、本心は寂しがっているが表には出さない。
妖を引きつける体質のため、ざっちゃんたちの勝負とは関係なく妖怪に関わることが多い。
コックリさんをしたきっかけから狐にとり憑かれ、解決後はその狐を管狐としてボディーガードにしているが役に立ったことはない。
幼少期に出合った人面犬がトラウマとなり、今でも犬が苦手だったがきっかけとなった人面犬とは後に再会・和解し、トラウマも治った。
名前を「シオリ」と間違われた件は後々色々な意味を持ってくる。
人間の友人も3人登場するが、全員「さっちゃん」。
マダム・レ・ヴァンナ
さっちゃんの家のメイド長。
さっちゃんの母方の家で代々乳母をしてきた。
若い頃は美人で、ファンも多かった。
若くして夫を亡くし、再婚はしていない。
メイド協会の研修で「ヴァンナさんの性教育授業」を行っており、さっちゃんと雪ちゃんも授業を受け、雪ちゃんは弱点を見抜く力とメンタルが強化、一方さっちゃんは容量超えでショートした。
ヤマザキ
さっちゃんの家の執事。
ざっちゃんを車で轢き、ざっちゃんとさっちゃんが出会うきっかけを作った張本人。
初期はざっちゃんと厄病神の勝負に際し、ざっちゃんに修業を付けていたため、ざっちゃんからは「師匠」と呼ばれている。また、最終戦前は再び特訓を付けた。
若い頃のヴァンナのファンの一人。
打ち上げ花火を作れるが、無免許。「菊先」しか作れなかったが、仕掛け花火で顔を作れるまで勉強した。

## 単行本
- 一迅社より「4コマKINGSぱれっとコミックス」として刊行。
  1. 2009年6月5日発行 ISBN 978-4-7580-8042-2
  2. 2010年4月5日発行 ISBN 978-4-7580-8073-6
  3. 2011年1月5日発行 ISBN 978-4-7580-8105-4